# Windhozen van 25 juni 1967

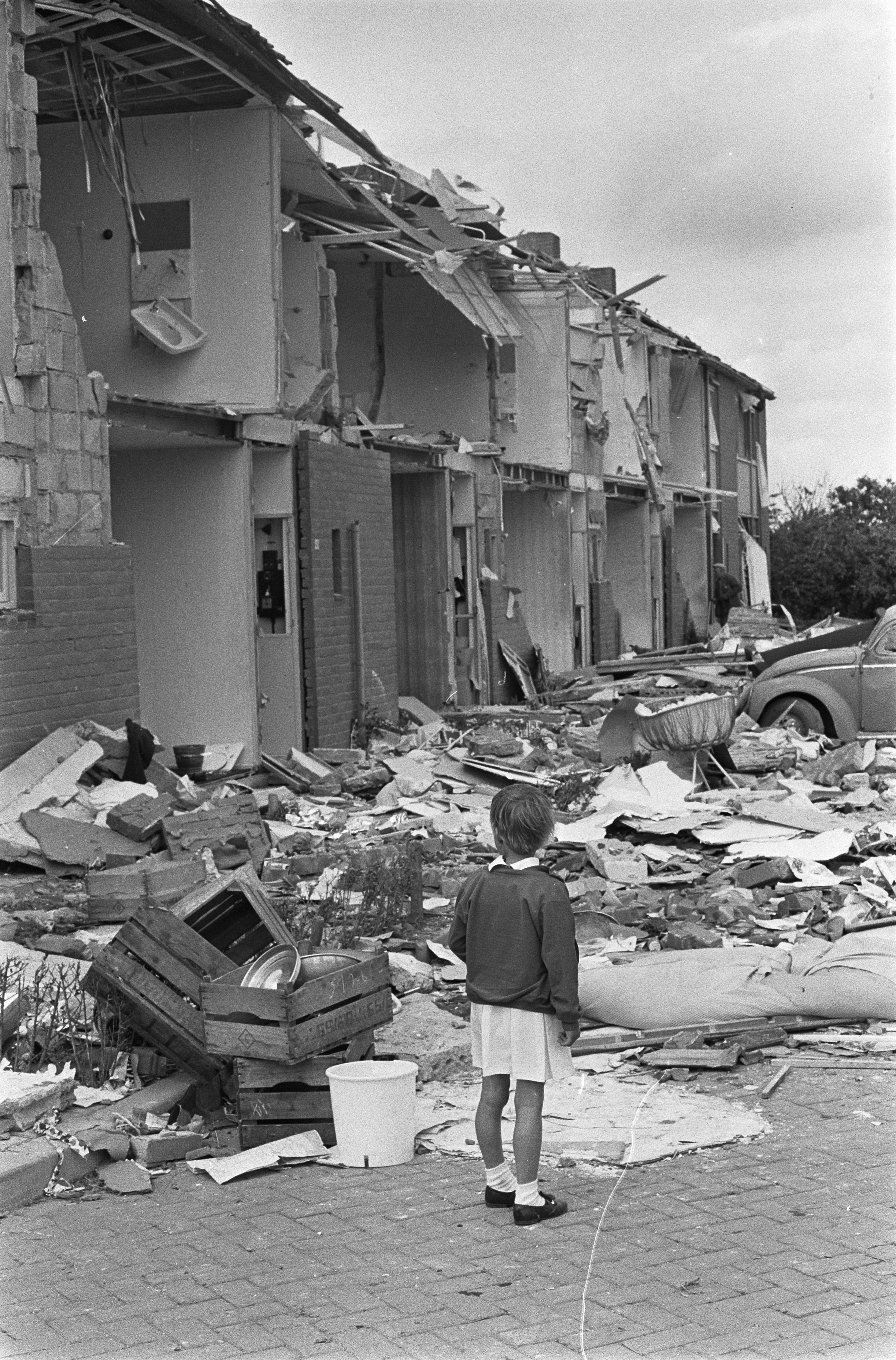
Tricht, de dag na de windhoos

De windhozen van 25 juni 1967 zijn een drietal zware windhozen uit één weerfront die kort achter elkaar het Belgische Oostmalle en het Nederlandse Chaam en Tricht treffen. In totaal vallen er zeven doden.

## Context
Een dag eerder waren er in Frankrijk al hozen geweest. Het was bijna tropisch warm en het buienfront met koele lucht zou België en Nederland op het warmst van de dag bereiken. Dergelijke grote temperatuurverschillen zijn een voorwaarde voor windhozen en mede daarom waarschuwde het KNMI er 's morgens al voor. Het was echter niet te voorspellen waar hozen konden ontstaan. Ze ontwikkelen zich bovendien zo snel dat reageren op een naderende hoos bijna onmogelijk is. Op basis van metingen en de schade werden de windhozen van 25 juni in klasse F3 op de Schaal van Fujita geplaatst.

## Oostmalle
Oostmalle wordt rond 16.15 uur getroffen. Er vallen geen doden, maar het grootste deel van het dorp werd in meer of mindere mate beschadigd. 117 woningen worden totaal verwoest. Rond de honderd mensen raken gewond, waarvan 43 ernstig.

## Chaam
Chaam en omgeving wordt in de periode van 16.27 tot 16.40 uur twee keer door de windhoos getroffen. De meeste schade wordt aangericht in bosgebied. Ook een camping werd getroffen waarbij twee doden en tien gewonden vallen.

## Tricht
Tricht wordt om circa 17.10 uur getroffen. Hier vallen vijf doden en tientallen gewonden. In een strook van 250 meter breed worden bijna honderd huizen zwaar beschadigd en vijfenvijftig compleet verwoest. De nieuwbouwwijk Rooijenburg wordt grotendeels vernietigd. Een derde van de 1500 dorpelingen is dakloos. Tot voorbij Gorinchem, ruim twintig kilometer westelijker, vallen brokstukken van de hoos uit de lucht, zoals golfplaten en graspollen.
Op 16 november is de wijk herbouwd en onthult minister Schut een gedenkplaat. Het verdere herstel is in juni 1968 goeddeels voltooid. De 25 Junistraat en een monument tussen de nabijgelegen Bulkstraat en de Laan van Crayestein herinneren aan de ramp.